# Musa Dagh (Band)
Musa Dagh ist eine 2021 gegründete deutsche Noise-Rock-Band.

## Geschichte
Musa Dagh wurde 2021 von Aren Emirze (ehemals Harmful), Aydo Abay (ehemals Blackmail) und Thomas Götz (Beatsteaks) gegründet. Produzent der Band ist Moses Schneider. Der Bandname bezieht sich auf Franz Werfels Roman Die vierzig Tage des Musa Dagh, der vom Völkermord an den Armeniern und der Flucht tausender Armenier auf den Berg Musa Dağı handelt.
Das Debütalbum Musa Dagh wurde am 26. November 2021 veröffentlicht. Vor den Aufnahmen zum zweiten Album verließ Götz die Band und wurde Ende 2022 von Sascha Madsen (Madsen) abgelöst. Am Songwriting war Götz noch beteiligt. Das zweite Album No Future erschien am 14. April 2023 und erreichte Platz 34 der deutschen Albumcharts. Anschließend ging die Band zum ersten Mal auf Tournee.

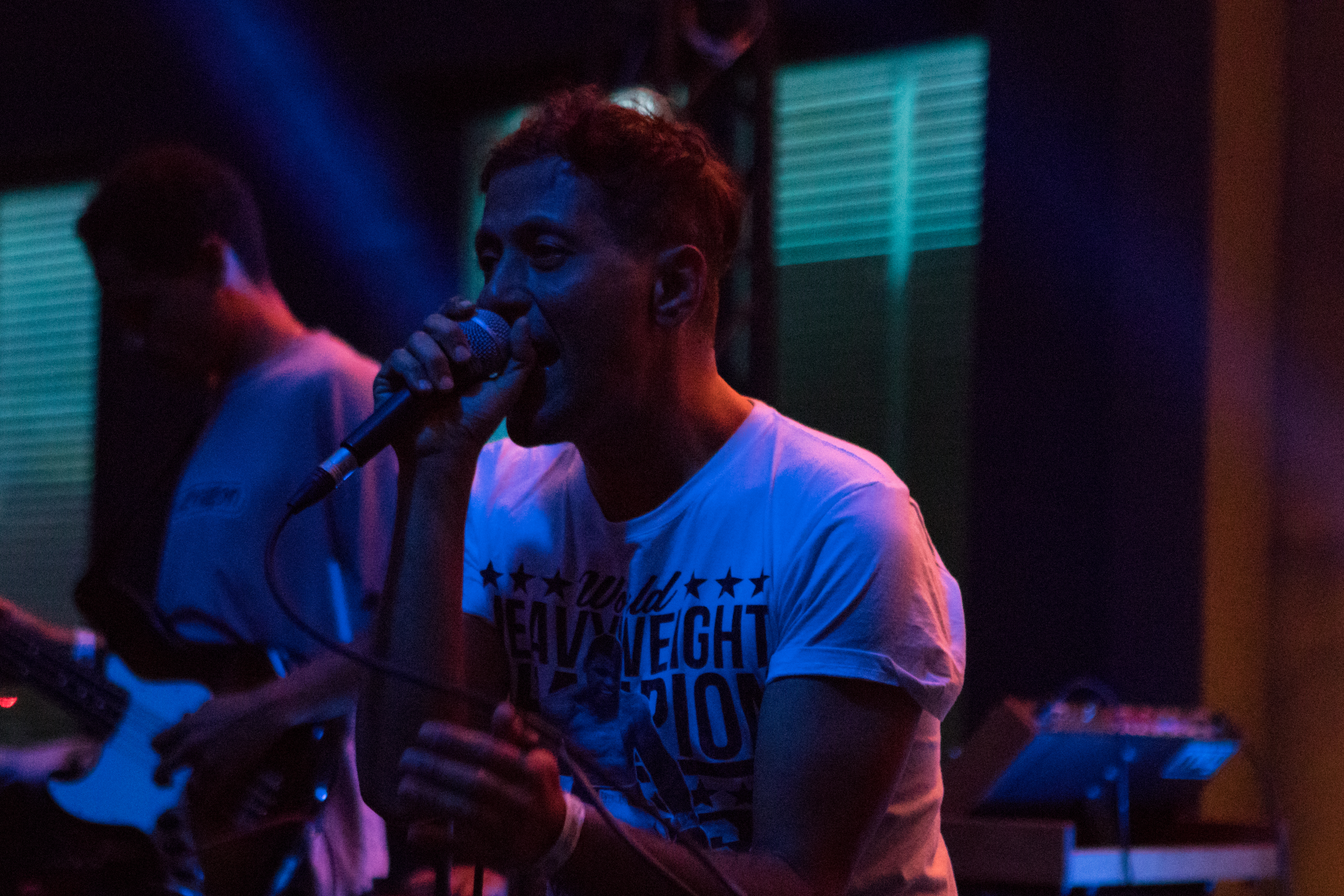
Aydo Abay (2017)
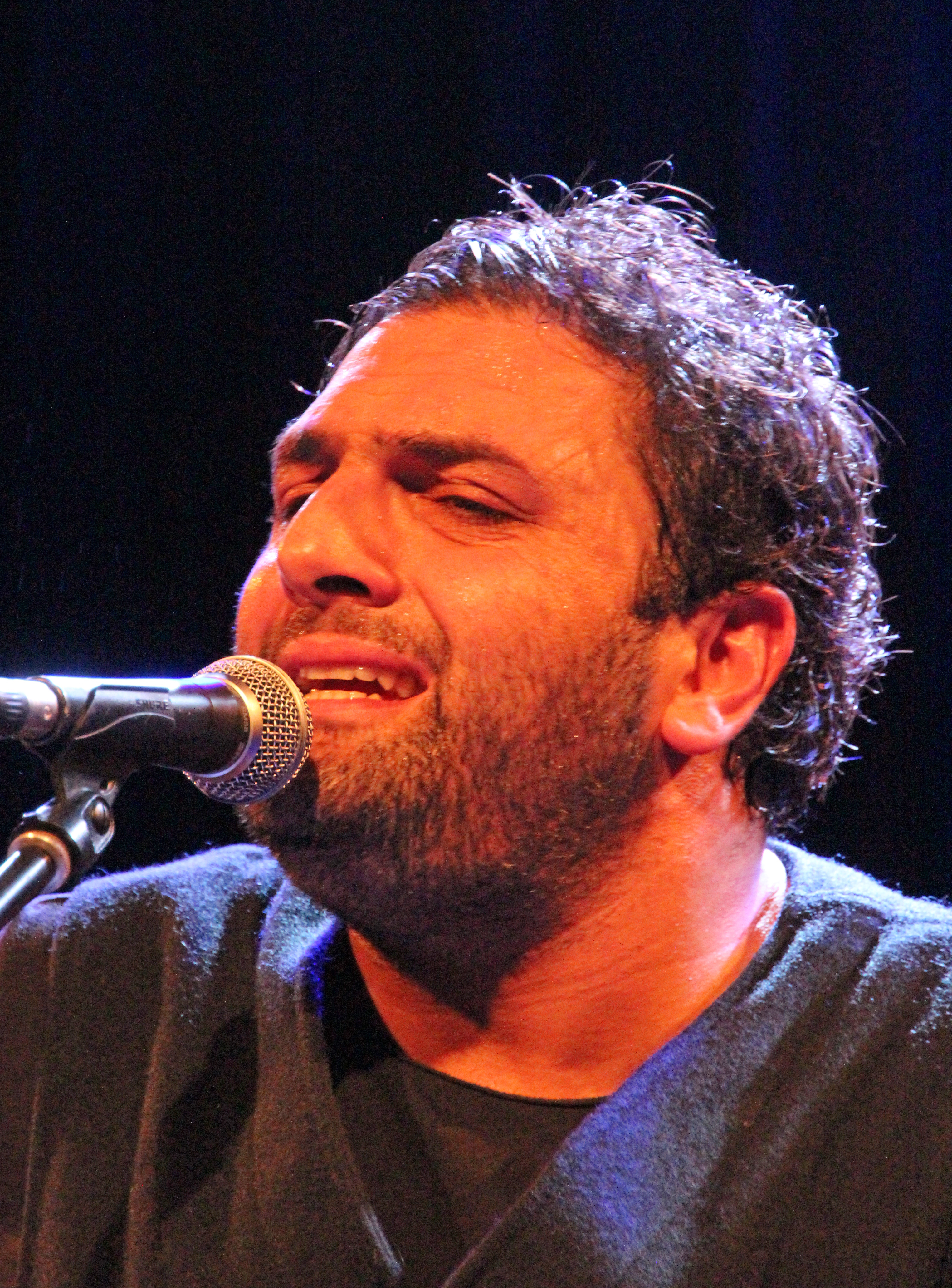
Aren Emirze (2017)
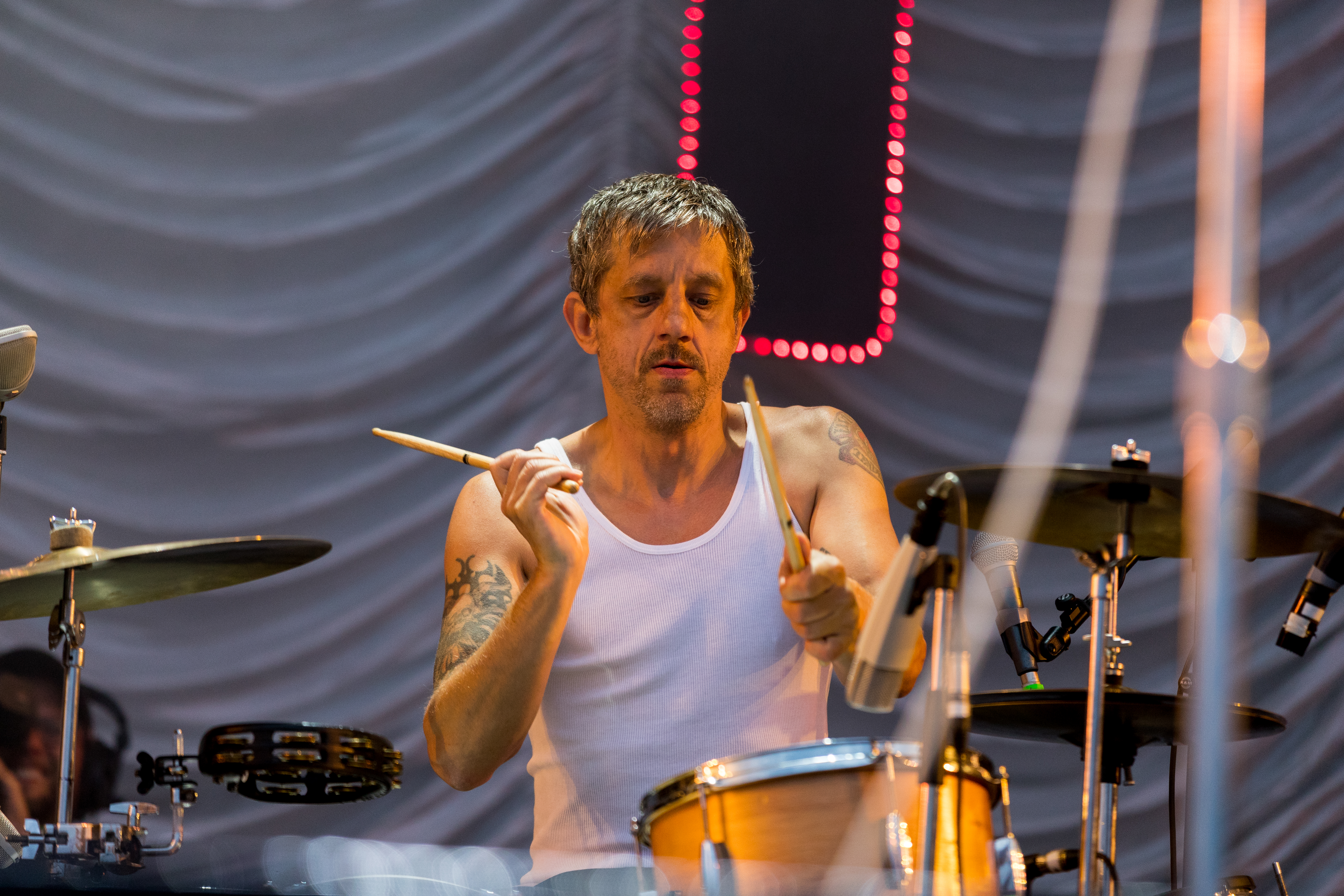
Thomas Götz (2017)
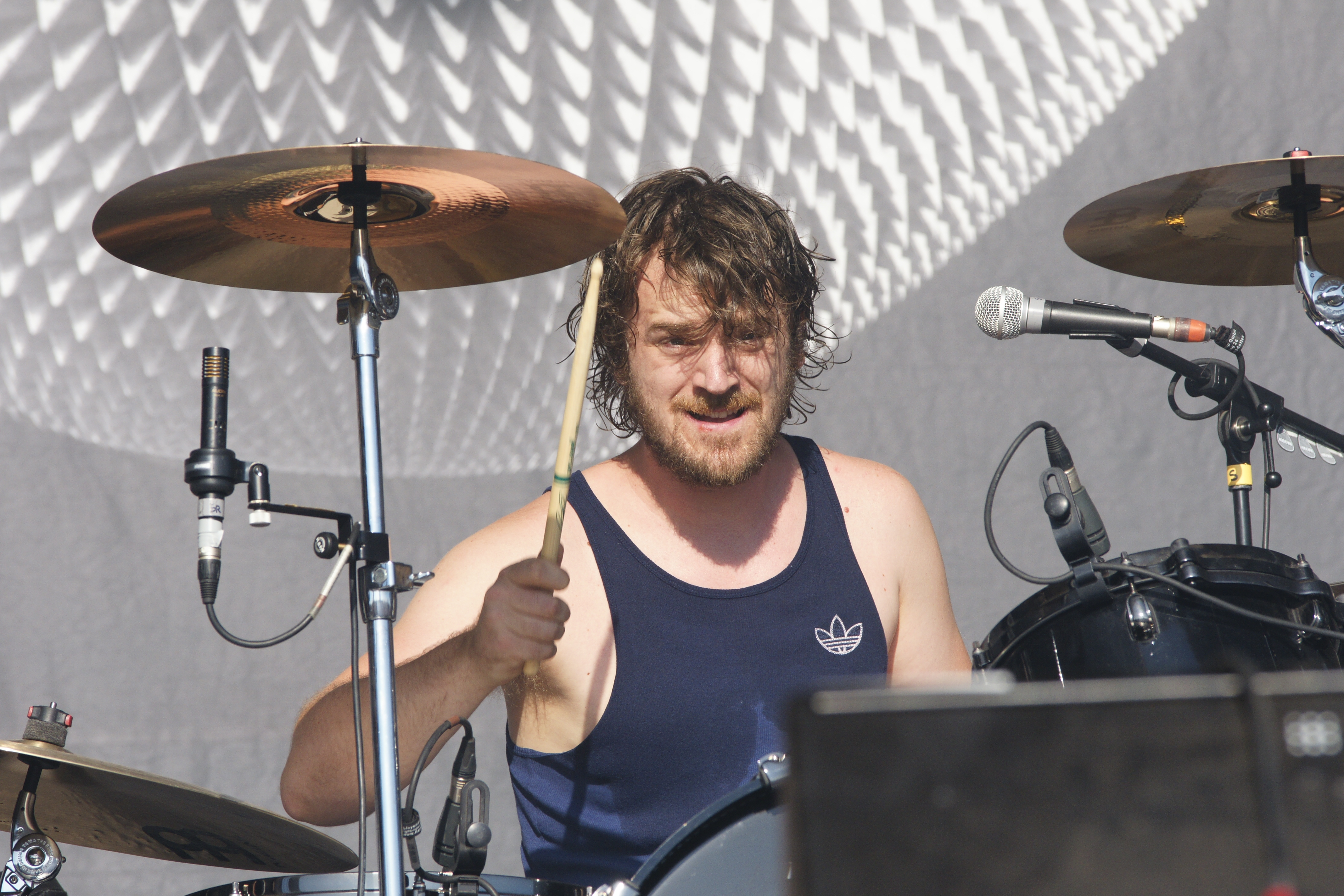
Sascha Madsen (2013)

## Diskografie
| Jahr | Titel     | Höchstplatzierung, Gesamtwochen, AuszeichnungChartplatzierungen (Jahr, Titel, Platzierungen, Wochen, Auszeichnungen, Anmerkungen) | Höchstplatzierung, Gesamtwochen, AuszeichnungChartplatzierungen (Jahr, Titel, Platzierungen, Wochen, Auszeichnungen, Anmerkungen) | Höchstplatzierung, Gesamtwochen, AuszeichnungChartplatzierungen (Jahr, Titel, Platzierungen, Wochen, Auszeichnungen, Anmerkungen) | Anmerkungen                             |
| Jahr | Titel     | DE | AT | CH | Anmerkungen                             |
| ---- | --------- | --- | --- | --- | --------------------------------------- |
| 2021 | Musa Dagh | — | — | — | Erstveröffentlichung: 26. November 2021 |
| 2023 | No Future | DE34 (1 Wo.)DE | — | — | Erstveröffentlichung: 14. April 2023    |